# Daria Pratt
Daria Pratt (n. 21 martie 1859, Cleveland, Ohio, SUA – d. 26 iunie 1938, Cannes, Alpes-Maritimes, Franța) a fost o sportivă ce a reprezentat Statele Unite ale Americii, medaliată olimpică. A participat la o ediție a Jocurilor Olimpice (1900) în care a câștigat o medalie de bronz.

## Participări
Lista de mai jos prezintă principalele competiții la care a participat Daria Pratt de-a lungul carierei.
- golf at the 1900 Summer Olympics – women's individual[*]